# حسين عبد الباقي
حسين عبد الباقي أكول أجاني هو أحد نواب رئيس جنوب السودان. عبد الباقي هو من الدينكا من شمال بحر الغزال. والد عبد الباقي زعيم قبلي من الدينكا. كان عبد الباقي رئيس هيئة الأركان العامة للجيش الوطني لجنوب السودان، الذي أصبح جزءً من تحالف المعارضة في جنوب السودان. وفي 25 أغسطس 2018، انقسم الجيش الوطني لجنوب السودان، مع إنشاء عبد الباقي فصيلًا ادعى أنه أزال كوستيلو قرنق لرفضه عملية السلام ومهاجمة المجتمعات على الحدود مع السودان. في 23 يوليو 2019، ادعى فصيل من نفس الجيش تابع لكوستيلو قرنق رينق عزل عبد الباقي من منصبه. أصبح عبد الباقي رئيسًا لفصيل تحالف المعارضة في جنوب السودان بقيادة غابرييل تشانغسون تشانق بعد انقسامه في نوفمبر 2018. وكجزء من صفقة حكومة الوحدة، سُمح لتحالف المعارضة في جنوب السودان باختيار واحد من بين نواب الرئيس الخمسة. فشل التحالف في اتخاذ قرار بشأن نائب الرئيس، لذلك فوضوا الرئيس سالفا كير للاختيار من قائمة من ستة قادة. في 23 فبراير 2020، اختار كير عبد الباقي، مما جعله نائب الرئيس الخامس. عبد الباقي هو أول نائب مسلم لرئيس جنوب السودان وأرفع مسلم ليكون جزءً من أي حكومة في جنوب السودان.